# Беллогэ, Доминик-Франсуа-Луи
Доминик-Франсуа-Луи барон Роже де Беллогэ (фр. Dominique-François-Louis Roget baron de Belloguet; 30 ноября 1795, Бергем, Верхний Рейн, Эльзас — 3 августа 1872, Ницца) — французский археолог, этнограф, этнолингвист, историк, специалист по истории Бургундии, автор работ о происхождении галльских народов и галльского языка.

## Биография
Унаследовал свой титул от отца, Доминика Мансуи Роже, генерал-майора Первой империи, барона де Беллогэ.
Кавалерийский офицер, капитан. В составе Великой армии принимал участие в войне шестой коалиции (1814). В апреле 1823 года участвовал во французской экспедиции под командованием герцога Ангулемского против испанского конституционного правительства с целью восстановления власти испанского короля Фернандо VII, потерявшего её в ходе гражданской войны 1820—1823 годов.
В 1834 году вышел в отставку, и обладая значительным состоянием, посвятил себя историческим и археологическим исследованиям, особенно относительно Бургундии.
Жил в Париже, позже по состоянию здоровья переехал в Ниццу, где и умер в 1872 г.

## Научная деятельность
Автор первых исследований, посвященных ранней истории Бургундии, результаты которых он изложил в трудах «Questions bourguignonnes» и «Mémoire critique sur l’origine et les migrations des anciens Bourguignons» (Дижон, 1846). За ними последовали «Carte du premier royaume de Bourgogne» (Дижон, 1848) и «Origines dijonnaises dégagées des fables et des erreurs qui les ont enveloppées jusqu’à ce jour» (Дижон, 1851). Все три его работы были награждены золотой медалью Французской академии.
Позже поставил перед собой задачу тщательно и всесторонне изучить вопросы, касающиеся древнего населения Франции, кельтов и галлов, на основе последних исследований в области лингвистики, этнологии и более ранних работ. Результатом этих исследований были «Ethnogénie gauloise», «Mémoires critiques» (4 т., Париж, 1858-73).
Занимался исследованиями не только языка, происхождения и национального характера кельтских племен, но также религии и верований друидов, детализировал общественную жизнь, их быт, производственную деятельность и архитектуру, войны, перемещения и торговлю древних галлов.
В 1869 году был номинирован на Большую премию Гобера.

## Избранные труды
- «Questions bourguignonnes, ou Mémoire critique sur l’origine et les migrations des anciens Bourguignons, et sur les divers peuples, royaumes ou contrées qui ont porté leur nom» (Дижон, 1846),
- «Origines dijonnaises» (Дижон, 1846),
- «Carte du premier royaume de Bourgogne, avec un commentaire sur l'étendue et les frontières de cet état, d’après les vingt-cinq signatures épiscopales du concile d’Epaone» (1848) ;
- «Ethnogénie gauloise, ou Mémoires critiques sur l’origine et la parenté des Cimmériens, des Cimbres, des Ombres, des Belges, des Ligures et des anciens Celtes» (4 т., 1858—1873)
- «Ethnographie gauloise» (4 т., Париж, 1858—1875).